# Węchomózgowie

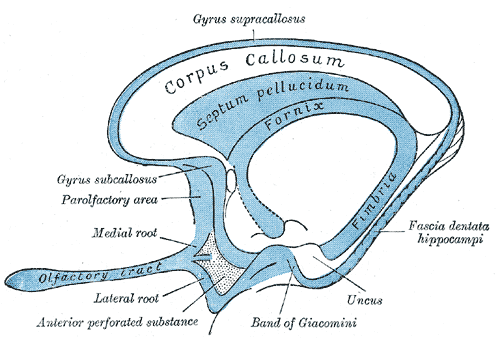
Schemat węchomózgowia

Węchomózgowie (łac. rhinencephalon) – część kresomózgowia bezpośrednio powiązana ze zmysłem powonienia. Zbudowane jest z części obwodowej (opuszka węchowa) oraz korowej. 
W obecnym mianownictwie anatomicznym węchomózgowie nie jest wyszczególniane jako osobna część kresomózgowia, a jego struktury należą bezpośrednio do części podstawnej kresomózgowia.
Struktury:
- opuszka węchowa (łac. bulbus olfactorius)
- pasmo węchowe (łac. tractus olfactorius)
- trójkąt węchowy (łac. trigonum olfactorium) i prążki węchowe (łac. stria olfactoria)
- istota dziurkowana przednia (łac. substantia perforata anterior)
- zakręt półksiężycowaty (łac gyrus semilunaris) i zakręt okalający (łac. gyrus ambiens)

Funkcje:
- recepcja i percepcja wrażeń węchowych (integracyjna działalność mózgu)
- konsolidacja śladów pamięciowych (nemów)
- współodpowiadanie za dobowy proces czuwania i snu
- regulowanie reakcji neurohormonalnych (wpływa na guz popielaty)
- sterowanie zachowaniami instynktowo-popędowymi (np. instynkt macierzyński, popęd płciowy)
- znajdują się w nim ośrodki związane z regulacją emocji oraz odpowiadające za pobieranie wody i soli mineralnych z przewodu pokarmowego i nerek.

## Opuszka węchowa
Jest to owalny twór na powierzchni podstawy mózgu, tworzy przednią część węchomózgowia.
Jądro nerwowe, leżące na dolnej powierzchni płata czołowego i przyjmujące włókna węchowe z receptorów odorantów, którymi są komórki nabłonka węchowego nosa. Jest narządem wstępnie interpretującym bodźce chemiczne – rozpoznającym kategorię zapachu, wyodrębnioną na podstawie struktury cząsteczki odoranta (zobacz: kodowanie zapachu).